# Oberalm
Oberalm, im Salzburger Dialekt Owaråim [ˈoːvaˌɾɔɪm], ist eine Marktgemeinde mit 4392 Einwohnern (Stand 1. Jänner 2025) im Salzburger Land im Bezirk Hallein in Österreich.

## Geografie
Die Gemeinde liegt im Tennengau im Salzburger Land. Westlich der Gemeinde fließt die Salzach in rund 450 Meter über dem Meer. Im Nordosten steigt das Land zum Oberalmberg auf 726 Meter an. Die Grenze im Südosten bildet größtenteils der Almbach.
Die Gemeinde hat eine Fläche von 6,39 Quadratkilometer. Davon sind 43 Prozent landwirtschaftliche Nutzfläche, 9 Prozent Gärten und 28 Prozent sind bewaldet.

### Gemeindegliederung
Das Gemeindegebiet umfasst folgende zwei Ortschaften (in Klammern Einwohnerzahl Stand 1. Jänner 2025):
- Oberalm (4168)
- Vorderwiestal (224)

Die Gemeinde besteht aus der Katastralgemeinde Oberalm I.

### Nachbargemeinden
|                                 | Puch bei Hallein                            |       |
| Hallein (Gemeindegebiet Taxach) | Kompassrose, die auf Nachbargemeinden zeigt | Adnet |
|                                 | Hallein                                     |       |

## Geschichte
Der Name Oberalm leitet sich vom vorlateinischen Albantha (mutmaßlich alpenkeltisch, „illyrisch“) und steht in Flussnamen (gestützt) zu lateinisch albus ‚weiß‘, also wohl in der Bedeutung ‚am Almbach‘ (siehe auch Obere Albe für Almbach).
Oberalm zählt zu den am frühesten besiedelten Gebieten in der Umgebung des Salzachtalbodens, die vorrömisch bis frühmittelalterliche Siedlungskontinuität des Raumes ist gesichert.
Erstmals schriftlich erwähnt wurde der Ort im 8. Jahrhundert, als Herzog Theodo aus Bayern dem Heiligen Rupert den Salzachgau zwecks angestrebter Besiedelung und Missionierung übertragen hatte. In den Breves Notitiae (789) findet sich die erste Erwähnung – der Name Oberalm taucht in mehreren Textpassagen auf – “ecclesiam iuxta ripam, que vocatur Albina” oder “hominum de Albina” (‚Leute aus (Ober)Alm‘). Dieses Manuskript wird im Archiv der Erzabtei St. Peter aufbewahrt. Das Kloster besaß in Oberalm mehrere zinspflichtige Höfe. Als Marktort ist Oberalm schon im Mittelalter genannt. Weiters hatten mehrere bedeutende Adelsgeschlechter ihren Wohnsitz in Oberalm – unter anderem auf den Schlössern Kahlsperg und Winkl.
Ludwig Wittgenstein wohnte eine Zeit lang in der Villa seines Onkels im Ort und arbeitete hier am Tractatus logico-philosophicus (erschien 1921). Die Reste des Hauses, das in einem schlechten Zustand war, wurden entgegen Protesten am 1. Dezember 2015 abgerissen.
1938, mit dem Anschluss Österreichs an Nazideutschland, als allerorten in Österreich Großgemeinden gebildet wurden, wurde Oberalm per 1. Jänner 1939 der Stadt Hallein zwangseingemeindet („Groß-Hallein“). Nach dem Krieg gab es schon 1946 eine Unterschriftenaktion, das rückgängig zu machen, die eine Mehrheit von etwa 85 Prozent brachte („Los von Hallein“-Bewegung). Nach längeren Verhandlungen um die wertvollen Gewerbegebietslagen zwischen Oberalm und Hallein, aber auch mit Adnet um das Vorderwiestal, das mit der Auflösung Oberalms dorthin gekommen war, sowie nach weiteren Abstimmungen und Bürgerbefragungen verabschiedete der Salzburger Landtag per 11. Juni 1952 das Gesetz über die Wiedererrichtung einer Marktgemeinde Oberalm. Die Katastralgemeinde Oberalm II, der heutige Halleiner Stadtteil Neualm, und ein Grenzstreifen bei Hühnerau blieben aber bei Hallein. Das Vorderwiestal kam wieder zu Oberalm.

### Bevölkerungsentwicklung

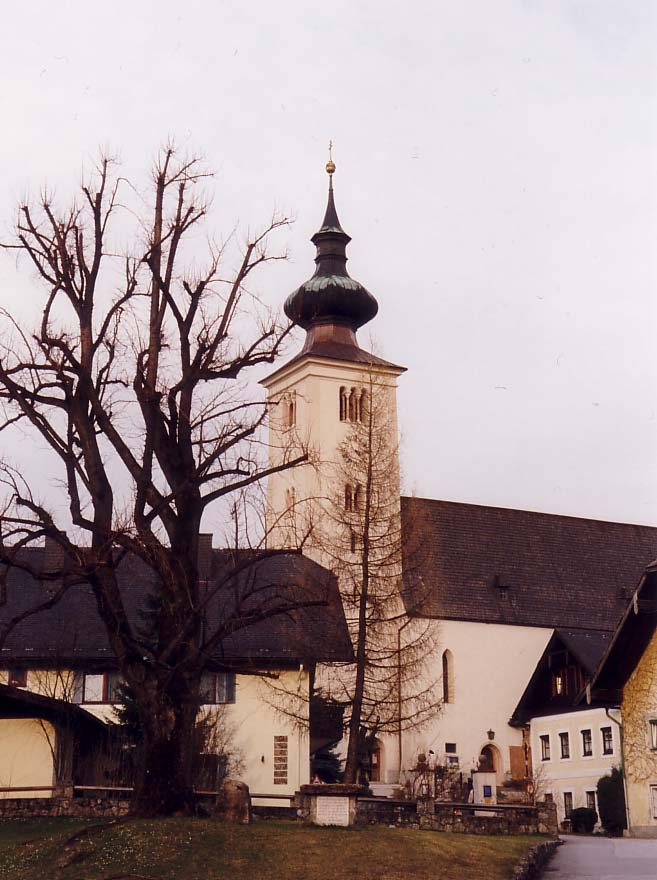
Pfarrkirche Oberalm (1997) Im Vordergrund der Oberalmer Thaidingtisch

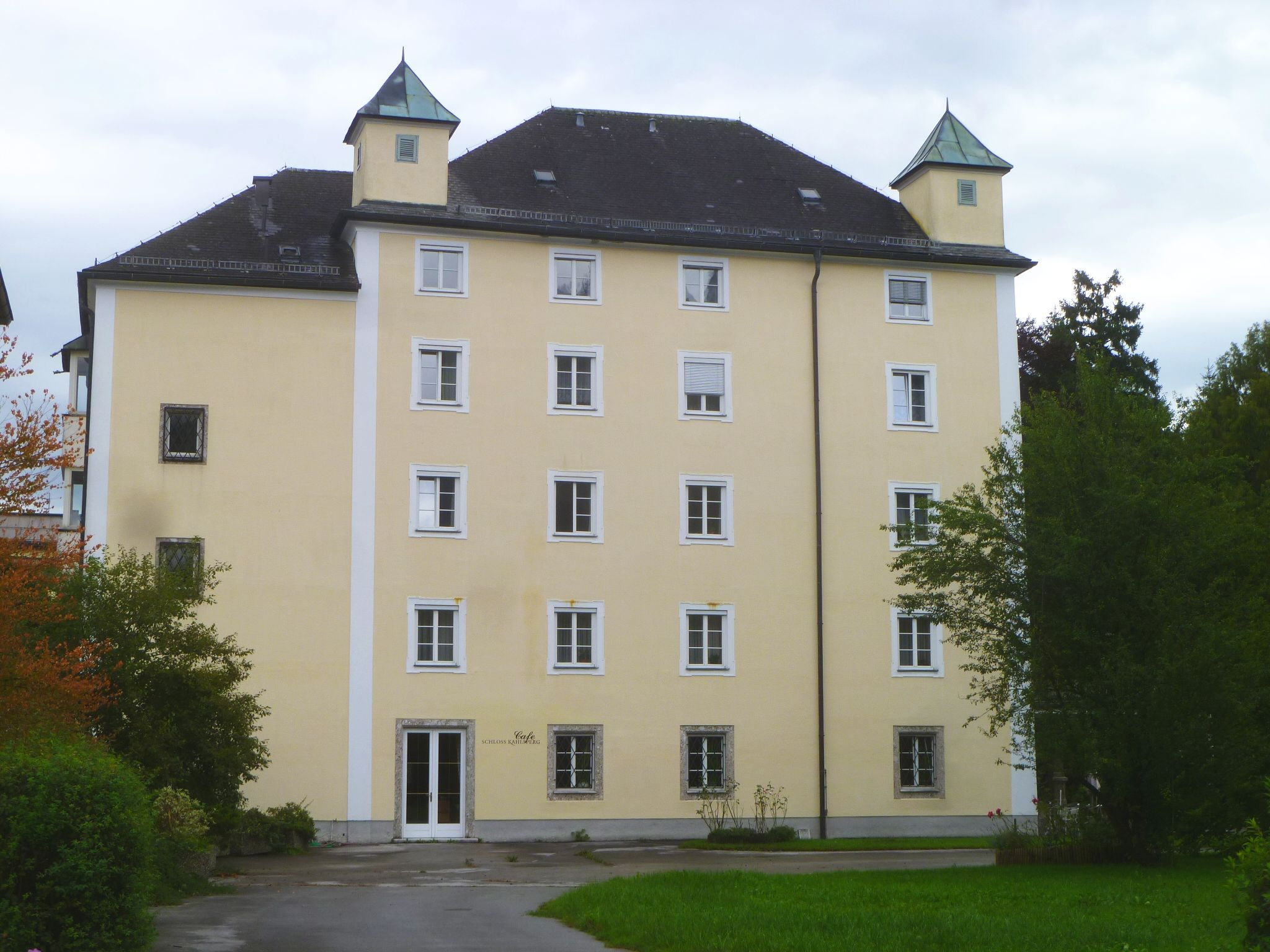
Schloss Kahlsperg

## Kultur und Sehenswürdigkeiten
- Katholische Pfarrkirche Oberalm hl. Stephan: Gotischer Sakralbau mit bemerkenswertem Hochaltar aus dem Jahre 1707, spätgotische Marmorkanzel, Kruzifix und Heiligenfiguren von Johann Georg Mohr.
- Schloss Haunsperg: 14. Jahrhundert, wurde bis 2015 als Hotel geführt, befindet sich unmittelbar neben der Kirche
- Schloss Kahlsperg: 16. Jahrhundert, heute Seniorenheim
- Schloss Winkl: heute Landwirtschaftsschule Winklhof
- Bürgerhäuser: aus dem 17. Jahrhundert im Ortskern
- Filzhofgütl: Das Kulturhaus ist ein ehemaliger Bauernhof und beherbergt eine Bibliothek.
- Gemeindezentrum: moderner Bau
- Ehemaliges Mesnerhaus, heute Dienstwohnungen für Mitarbeiter vom Schloss Winkl
- Ehemaliges Schulhaus, von 1879, heute ein Privathaus
- Wiestal: Naherholungsgebiet mit dem Wiestalstausee

## Wirtschaft und Infrastruktur

### Wirtschaftssektoren
Von den 32 landwirtschaftlichen Betrieben des Jahres 2010 wurden 16 im Haupt-, 15 im Nebenerwerb und 1 von einer juristischen Person geführt. Im Produktionssektor arbeiteten 154 Erwerbstätige in der Bauwirtschaft, 113 im Bereich Herstellung von Waren, 5 in der Wasserver- und Abfallentsorgung und 1 in der Energieversorgung. Die wichtigsten Arbeitgeber des Dienstleistungssektors waren die Bereiche soziale und öffentliche Dienste (304), Beherbergung und Gastronomie (282), Handel (211) und freiberufliche Dienstleistungen (106 Mitarbeiter).
| Wirtschaftssektor            | Anzahl Betriebe | Anzahl Betriebe | Erwerbstätige | Erwerbstätige |
| Wirtschaftssektor            | 2011            | 2001            | 2011          | 2001          |
| ---------------------------- | --------------- | --------------- | ------------- | ------------- |
| Land- und Forstwirtschaft 1) | 32              | 37              | 22            | 25            |
| Produktion                   | 58              | 43              | 273           | 234           |
| Dienstleistung               | 235             | 146             | 1011          | 798           |

1) Betriebe mit Fläche in den Jahren 2010 und 1999

### Verkehr
- Öffentlicher Verkehr: Oberalm liegt an der Salzburg-Tiroler-Bahn und ist mit der Linie S3 der S-Bahn Salzburg direkt mit der Landeshauptstadt Salzburg verbunden. Die Regionalbuslinie 160 fährt von Hallein/Bahnhof über Oberalm nach Salzburg Hauptbahnhof.
- Straße: Die Tauern Autobahn A10 durchquert das Gemeindegebiet von Norden nach Süden. Die Auffahrt Hallein befindet sich knapp südlich der Gemeindegrenze.

## Politik

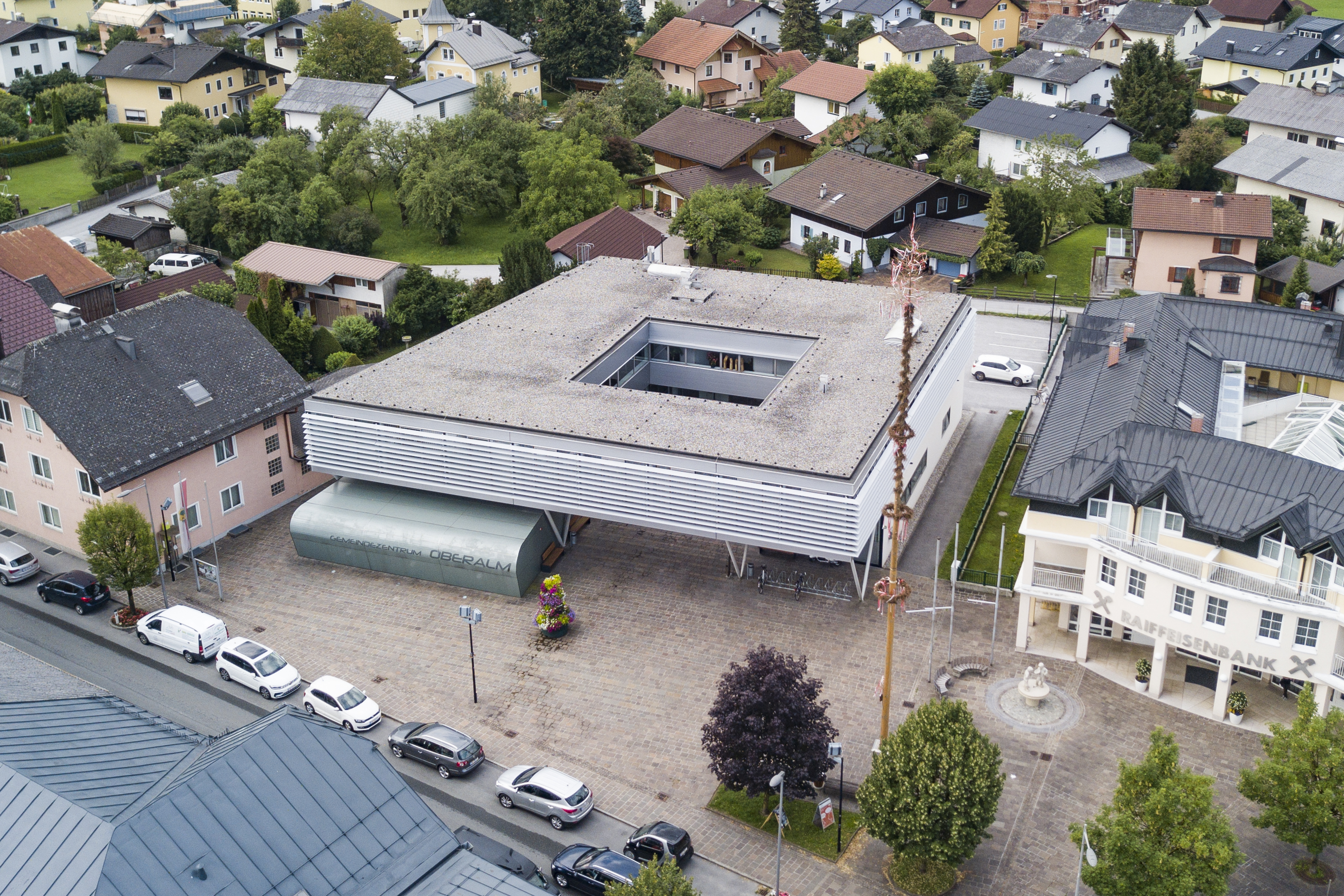
Gemeindeamt Oberalm

### Gemeinderat
Die Gemeindevertretung hat insgesamt 21 Mitglieder.
| Gemeinderatswahl 2024Wahlbeteiligung: 72,4 % 50403020100 26,6 % (−8,7 %p)41,3 % (+8,4 %p)16,7 % (+0,8 %p)15,4 % (−0,4 %p) SPÖÖVPFPÖGRÜNE20192024 |

- Mit den Gemeindevertretungs- und Bürgermeisterwahlen in Salzburg 2004 hatte die Gemeindevertretung folgende Verteilung: 9 ÖVP, 9 SPÖ, 2 FPÖ, und 1 Bürgerinitiative Oberalm.
- Mit den Gemeindevertretungs- und Bürgermeisterwahlen in Salzburg 2009 hatte die Gemeindevertretung folgende Verteilung: 10 SPÖ, 8 ÖVP, und 3 FPÖ.[11]
- Mit den Gemeindevertretungs- und Bürgermeisterwahlen in Salzburg 2014 hatte die Gemeindevertretung folgende Verteilung: 9 SPÖ, 6 ÖVP, 3 FPÖ, und 3 Grüne.[12]
- Mit den Gemeindevertretungs- und Bürgermeisterwahlen in Salzburg 2019 hatte die Gemeindevertretung folgende Verteilung: 8 SPÖ, 7 ÖVP, 3 FPÖ, und 3 Grüne.[13]
- Mit den Gemeindevertretungs- und Bürgermeisterwahlen in Salzburg 2024 hat die Gemeindevertretung folgende Verteilung: 9 ÖVP, 6 SPÖ, 3 FPÖ, und 3 Grüne.[14]

### Bürgermeister
Bürgermeister seit 1861 waren:
- 1861–1867 Clement Perger
- 1867–1867 Leopold Sommerauer
- 1867–1872 Clement Perger
- 1872–1873 Daniel Holztrattner
- 1873–1876 Matthias Seidl
- 1876–1880 Josef Holztrattner
- 1880–1883 Matthias Seidl
- 1883–1889 Leopold Schieferer
- 1889–1912 Stefan Hinterhofer
- 1912–1919 Anton Rieß
- 1919–1922 Anton Klappacher
- 1922–1925 Alexander Vogl
- 1925–1929 Johann Huber
- 1929–1938 Anton Fiala
- 1938–1938 Matthäus Seidl
- 1838–1953 (eingemeindet Hallein)
- 1953–1961 Josef Ernstbrunner
- 1961–1964 Matthäus Seidl
- 1964–1964 Adolf Strobl
- 1964–1988 Wolfgang Brunnauer
- 1988–1999 Herbert Struber[16]
- 1999–2005 Rudolf Schürer[17]
- 2005–2019 Gerald Dürnberger (SPÖ)[18]
- seit 2019 Hans-Jörg Haslauer (ÖVP)

### Wappen
Das Wappen der Gemeinde wird folgendermaßen beschrieben:
Im goldenen Feld auf grünem Rasengrund ein Tisch, der aus einer massigen viereckigen Steinplatte von rotem Marmor und einem breiten, ebenfalls vierkantigen steinernen Tischfuß von grauer Farbe besteht. Hinter diesem Tisch steht ein grüner Lindenbaum.
Abgebildet ist der Oberalmer Thaidingtisch (Schranne) mit Gerichtslinde. Der „rote Marmor“ ist der bedeutende Adneter Marmor.

## Persönlichkeiten

### Söhne und Töchter der Gemeinde
- Johann Huber (1873–1929), Politiker (CSP)
- Julia Sobieszek (* 1986), Künstler-Agentin, Autorin und Filmproduzentin

### Mit der Gemeinde verbundene Persönlichkeiten
- Verena Altenberger (* 1987), Schauspielerin
- Hannah Hanusch (* 1997), Triathletin
- Karl Müller (* 1950), Germanist
- Daniel Niederreiter (* 1978), Triathlet
- Isabella Ploberger (1913–2002), Filmarchitektin
- Peter Schmiedlechner (* 1982), Politiker (FPÖ)
- Rosa Weiser (1897–1982), Architektin
- Anton Zuckerstätter (* 1961), Politiker und Abgeordneter zum Salzburger Landtag
- Karl Moik (1938–2015), Radio- und TV-Moderator